# Cabecera cantonal
Cabecera cantonal es como se conoce en Ecuador al centro poblado donde reside el ayuntamiento y las entidades municipales del cantón, por lo general se confunde entre cantón y ciudad, ya que ejercen poderes sobre el mismo territorio y es administrado por el alcalde. En conjunto se le llama cantón a la ciudad y las demás parroquias rurales de esa ciudad.
Un ejemplo es Santiago de Guayaquil, la cabecera cantonal del cantón Guayaquil. Un otro ejemplo similar existe en la provincia de Manabí donde San Cayetano de Chone es la misma cabecera cantonal del cantón Chone.